# Chlorochaeta pustulata
Chlorochaeta pustulata là một loài bướm đêm trong họ Geometridae.